# كلاوديو كافاليري
كلاوديو كافاليري (بالإيطالية: Claudio Cavalieri)‏ هو لاعب كرة قدم إيطالي في مركز الدفاع، ولد في 4 أغسطس 1954 في روما في إيطاليا، وتوفي في 9 يونيو 1977. لعب مع نادي أفيلينو ونادي روما.